# پیرسئیت
پیرسئیت  (به انگلیسی: Pearceite) با فرمول شیمیایی (AgCu)16 As2S11 از مجموعه کانی هاست و بهترین بلور آن در شیلی به دست آمده و کانیهای شبیه آن پلی بازیت است. از نام یک شیمیدان آمریکائی: R.Pearce گرفته شده‌است. محلول در HNO۳ برای اولین بار در چک اسلواکی کشف شد و از نظر شکل بلور: پهن و کوتاه، رنگ: سیاه، شفافیت: کدر(اپاک)، شکستگی: صدفی - نامنظم، جلا: فلزی، رخ: ندارد، سیستم تبلور: مونوکلینیک و در رده‌بندی سولفور است  و منشأ تشکیل آن هیدروترمال است.
همایند کانی‌شناسی (پارانژ) آن پلی بازیت- نقره- آکانتیت است
کاربرد آن: گاهی به عنوان کانسار نقره مورد استفاده قرار می‌گیرد.، از نظر ژیزمان بلوری - اگرگات دانه‌ای تقریباََ کمیاب است و بیشتر در آلمان غربی، چک اسلواکی، آمریکا و شیلی یافت می‌شود.

## منبع
- پردیس کشاورزی ایران